# Otakar Ostrčil
Œuvres principales
- Impromptu (1912)
- Suite en ut mineur (1914)
- Sinfonietta (1922)
- Honzovo království (opéra, 1908)
- Poupě (opéra, 1911)

Otakar Ostrčil (né et mort à Prague, 25 février 1879 – 20 août 1935) est un compositeur, chef d'orchestre et administrateur de l'opéra national tchèque. Il est connu pour ses œuvres symphoniques, Impromptu, Suite en ut mineur et Sinfonietta, et ses opéras, Poupě et Honzovo království.

## Biographie

### Formation
Ostrčil naît à Prague où il passe sa vie entière. Il commence l'étude du piano en leçons privées avec A. Mikeše et compose dès ses quatorze ans. Il étudie les langues modernes à l'Université Charles (1897–1901). Son développement intellectuel subit l'influence de ses maîtres d'université, Jan Gebauer et Tomáš Garrigue Masaryk, plus tard premier président de la République tchèque et d'Otakar Hostinský (en) (1847–1910), l'un des grands promoteur de Smetana. Au début de ses années d'études, il est un ami proche de Zdeněk Nejedlý, (musicologue, critique, politicien), dont la voix franche de musicologue formerait plus tard un grand soutien critique à Ostrčil. Dès 1895, il étudie parallèlement la composition et la théorie de la musique en privé, avec Zdeněk Fibich. Dans les dernières années de formation, il est son secrétaire, et participe à l'orchestration du dernier opéra de Fibich. À partir de 1908, il acquiert l'expérience de la direction en conduisant le chœur de l'Académie de Prague et l'association orchestrale (jusqu'en 1922).

### Chef d'orchestre
Il travaille comme chef d'orchestre au Théâtre Vinohrady (1914–1919), qu'il avait dirigé occasionnellement depuis sa création en 1906 par Ludvík Čelanský, le premier chef du philharmonique. Dès 1909, il est invité à diriger au théâtre national de Prague, notamment son opéra Poupě en 1911. Fin 1920, il succède, en tant que directeur musical, à Karel Kovařovic et dirige l'institution jusqu'à sa mort, en 1935. Il s'agit de l'un des postes les plus influents de la vie musicale tchèque. Au cours de sa période au théâtre national, il est invité à diriger à Varsovie, Göteborg ou Bucarest. Il travaille également en tant que pédagogue (1926–1929) au Conservatoire de Prague, enseignant la direction d'orchestre (parmi ses élèves on trouve l'ukrainien Mykola Kolessa).
Il a été membre de l'Académie tchèque des Sciences et des Arts (1912), cofondateur et premier président de l'association Foerster (1919). Dans les années 1924 à 1933, il est cofondateur et président de l'Association pour la musique contemporaine. 
En tant que chef d'orchestre, Otakar Ostrčil eut une influence significative sur ses jeunes contemporains de la période d'entre-deux-guerres. Dès ses débuts au Théâtre National, il a conçu de nouvelles idées de direction musicale et de choix du répertoire représentatif de la génération du modernisme musical, tout autant tchèque qu'étrangère. Il considérait que ceci était face au public de Prague, une question de responsabilité culturelle. En conséquence, sous Ostrčil, Prague a connu les premières tchèques d'œuvres de Debussy (Pelleas, 1921), Strauss, Stravinsky (Petroushka, 1925), Darius Milhaud, Otakar Zich (Coupable, 1922 et Les précieuses, 1926), Szymanowski (Le roi Roger, 1932) et plus important du Wozzeck d'Alban Berg en 1926,. De Leoš Janáček, il donne dès 1920, la première des Voyages de Monsieur Brouček, sans rencontrer le succès espéré par ses nouvelles fonctions, confronté à la résistance des chanteurs. Grand admirateur de Jenůfa, il monte l'opéra en 1926, comme toutes les productions de Janáček après leur création à Brno, notamment le dernier, De la maison des morts en février 1931.
Ces choix de programmation on provoqué d'extrêmes controverses pendant toute la durée de sa carrière durant les quinze ans où il dirigeait le Théâtre national. En particulier la critique conservatrice, avec notamment Antonín Šilhan, qui considère le chef d'orchestre comme un anti-tchèque et un traître pro-communiste. Ses articles ont provoqué une émeute lors de la troisième représentation de Wozzeck. Beaucoup des critiques faisaient référence à l'association étroite d'Ostrčil avec le musicologue Nejedlý, qui à cette époque était un fervent partisan du parti communiste tchécoslovaque. La croyance dans la nécessité de présenter l'art moderne au public d'Ostrčil, lui valut de nombreux partisans parmi les étudiants de Prague, dirigé par le jeune pédagogue et compositeur microtonal, Alois Hába. Dans un climat de plus en plus antipathique à l'exploration moderniste, le chef d'orchestre était salué comme un héros.
Il a aidé à guider les grands chanteurs d'opéra tchèques de son temps, parmi d'autres : Ada Nordenová, Emil Burian, Otakar Mařák et Vilém Zítek.
Quelques mois après la disparition d'un autre compositeur tchèque, Josef Suk, Ostrčil meurt prématurément en août 1935, à l'apogée de sa carrière, coup dur pour la communauté et pour le reste de l'ère démocratique – jusqu'en 1938. Ses réalisations ont été continuellement encensées dans les écrits postérieurs.

### Compositeur
L'apport principal d'Ostrčil se compose de six opéras : Jan Zhořelecký, écrit à 18 ans, lorsqu'il était étudiant de Fibich en 1898 mais reste non exécutée ; Vlasty skon [Le Décès de Vlasta], créée en 1904, sur un livret déjà traité par Smetana et Fibich ; Kunálovy oči [Les Yeux de Kunál] (1908) d'après une légende indienne ; Poupě (1911), opéra en un acte, l'une des œuvres les plus originales de la scène tchèques du XXe siècle (et le premier opéra tchèque en prose après Jenůfa de Janáček) ; Legenda z Erinu [La Légende d'Erin] (1921) sur un livret du symboliste tchèque Julius Zeyer (1841–1901), au thème mythologique irlandais, et enfin Honzovo království [Le royaume d'Honza] (1934), inspiré d'une nouvelle de Léon Tolstoï, où transparaît la confiance dans la victoire du bien sur le mal. 
Parmi ses œuvres orchestrales les plus significatives, citons sa Symphonie en la majeur (1906), l’Impromptu (1912), sa Suite en ut mineur (1914), un Sinfonietta (1922), Léto [L'Été] (1927), poème symphonique, et Křížova cesta [Chemin de Croix] (1928), des variations pour orchestre. En outre, il a composé deux œuvres de musique de chambre et de la musique chorale. À l'instar de sa principale source d'influence, Gustav Mahler, ses engagements de chef d'orchestre il ne lui laissait que peu de temps libre à consacrer à la composition, à l'exception des étés, qu'il passait à Soběslavi, lorsque le théâtre était hors saison.

## Style
Comme ses contemporains Vítězslav Novák, Josef Suk et Otakar Zich, Ostrčil a composé dans un style romantique d'abord, puis dans une facture au contrepoint épais, densément orchestrée, fortement influencé par Mahler, Richard Strauss et les premières œuvres d'Arnold Schoenberg. À certains moments, l'extrême linéarité de son œuvre (comme dans les préludes orchestraux de Legenda z Erinu et les sections climatiques de Křížová cesta) il va au-delà de l'harmonie fonctionnelle. Dans ces moments, il peut facilement être comparé aux expressionnistes viennois, riche en dissonances, qu'il admirait beaucoup. À la fin de sa carrière, avec Honzovo království, il se tourne vers une sorte d'ironie néoclassique évoquant Paul Hindemith ou même Chostakovich : l'œuvre est pleine de marches grotesques et de danses folkloriques qui correspondent à la politique socialiste et à l'atmosphère du conte pris pour thème par le livret.

## Œuvres (sélection)
Très critique envers ses propres compositions, il ne laisse que 25 œuvres avec des numéros d'opus. Doué d'une affinité particulière pour l'instrumentation, ses pièces orchestrales prédominent dans sa modeste production.

### Musique de chambre
- Sonatine pour alto, violon et piano, op. 22 (mars 1925, éd. 1928 Universal Edition ; rééd. 1962 Éditions musicales d'État) (OCLC 472336305) Dédié à sa fille Julie Ostrčilová (1892–1972)
- Quatuor à cordes en si majeur, op. 4 (1899, éd. 1943 Association Otakar Ostrčila ; rééd. 1961 Éditions musicales d'État) Création le à Prague le 14 avril 1908 par le Quatuor tchèque.

### Orchestre
- Conte de Fées, Suite en sol majeur, op. 2 (1898, éd. 1955 ; rééd. 2008 Mnichov, Musikproduktion Höflich)
- Pohádka o Šemíkovi [Conte de fées de Šemík], poème symphonique op. 3 (1899) Création à Prague, le 11 mars 1902 par l'Orchestre philharmonique tchèque, dirigé par Ludvík Čelanský
- Symphonie en la majeur, op. 7 (1903–22 mai 1904) Création à Prague, le 25 avril 1906 par l'Orchestre philharmonique tchèque, dirigé par F. Spilka
- Osiřelo dítě [Le Conte de l'orphelin], Ballade pour mezzo-soprano et orchestre sur un texte folklorique, op. 9 (1905–10 septembre 1906, éd. 1909 Urbánek) Dédié à Gabriela Horvátová (1877–1967). Création au Rudolfinum de Prague, le 5 décembre 1906 par Gabriela Horvátová et l'Orchestre philharmonique tchèque, dirigé par František Neumann
- Sirotek, [L'orphelin], op. 10. Musique de scène sur un livret de Jaroslav Kvapil (1868–1950), d'après la pièce de B. Němcová (1906) Création à Prague au théâtre national, le 20 juin 1906 sous la direction du compositeur. Une suite porte le numéro d'opus 10a.
- Impromptu, op. 13 (1911, éd. Panton 1959) Création à Prague, le 14 avril 1912 par l'Orchestre philharmonique tchèque, dirigé par le compositeur
- Suite en ut mineur, op. 14 (25 décembre 1911–7 septembre 1912, éd. 1939 Association Otakar Ostrčila ; rééd. 2008 Mnichov, Musikproduktion Höflich) Création à Prague, le 8 mars 1914 par l'Orchestre philharmonique tchèque, dirigé par le compositeur
- Legenda o sv. Zitě Cantate pour soprano et ténor solo, chœur mixte et orchestre à Jaroslava Vrchlického, op. 17 (1913) sur un texte de Jaroslav Vrchlický (1853–1912) Création à Brno, le 12 février 1922 avec Stanislav Tauber, Chœurs et Orchestre du Théâtre National de Brno, sous la direction de Jaroslav Kvapil
- Symfonieta, op. 20 (début 1920–31 décembre 1921, éd. 1924) Création à Prague, le 26 mars 1922 par l'Orchestre philharmonique tchèque, dirigé par Václav Talich
- Léto [L'Été], poème symphonique op. 23 (esquisses, septembre 1925–25 août 1926, éd. 1953 ; rééd. 2008 Mnichov, Musikproduktion Höflich) Création à Prague, le 30 janvier 1927 par l'Orchestre philharmonique tchèque, dirigé par le compositeur
- Křížova cesta [Chemin de croix], variations pour orchestre op. 24 (esquisses, mars 1927–1er juillet 1928) Création à Prague au théâtre national, le 12 mars 1929 sous la direction du compositeur

### Mélodrames
- Krásné dědictví pour récitant et piano (1891, détruit) sur un texte d'Eliška Krásnohorská (1847–1926)
- Kamenný mnich pour récitant et piano (11 octobre 1892) Sur un texte de Vladimír Šťastný (1841–1910) Création à Prague Musée Smetana, pour le 60e anniversaire de la naissance du compositeur, le 24 février 1939 par Ladislav Boháč récitant et Vit Nejedly, piano.
- Lilie (1895–23 janvier 96) sur un texte de Karel Jaromír Erben (1811–1870)
- Balada o mrtvém ševci a mladé tanečnici [Ballade sur La mort du savetier et le jeune danseuse] op. 6 (1904, éd. 1911 Urbánek et rééd. 1955) D'après Karel Leger (1856–1934) Création à Prague, le 22 janvier 1905 par l'Orchestre philharmonique tchèque, dirigé par Oskar Nedbal
- Balada česká, op. 8 (printemps 1905–5 août 1905, éd. réduction piano, 1907 Mojmír Urbánek ; rééd. 1956) Sur un texte de Jan Neruda (1834–1891). Création à Prague, au théâtre national, le 9 avril 1907, avec Iza Grégrová, dirigé par le compositeur.
- Skřivan [L'Alouette], pour récitant et piano (1934) sur un texte de Miroslav Valenta (1912–1933) Création à Prague, le 4 décembre 1934

### Opéras
- Rybáři [Les Pécheurs] (1894–95, fragments) sur un livret de Josef Prušák (1873–1921), professeur de droit à l'Université Charles.
- Jan Zhořelecký (1896–98) Sur un livret de son camarade de classe et d'université, d'Antonín Šetelík (1878–1900)[5]
- Cymbelín (esquisses, janvier 1900 - inachevé) D'après Shakespeare.
- Vlasty skon [La mort de Vlasta], opéra en trois actes, op. 5 (printemps 1900–21 janvier 03) Livret de Karel Pippich. Création à Prague, théâtre national, le 14 décembre 1904 dir . Karel Kovařovic.
- Kunálovy oči, [Les yeux de Kunálovy] opéra en trois actes, op. 11 (1907–28 août 1908) livret de K. Mašek, sur le thème d'une nouvelle de Julius Zeyer (1841–1901). Création à Prague au théâtre national, le 25 novembre 1908 dirigé par Karel Kovařovic
- Poupě [Le Bourgeon] opéra comique en un acte, op. 12 (1909–24 juillet 1910) Sur le texte de la comédie éponyme de František Xaver Svoboda (1860–1943) Création à Prague au théâtre national, le 25 janvier 1911 sous la direction du compositeur.
- Legenda z Erinu [La Légende d'Erin], op. 19 (1913–19) D'après Julius Zeyer. Création à Brno eu Théâtre National, le 16 juin 1921 sous la direction de František Neumann
- Honzovo království [Le royaume d'Honza], op. 25 (1928–33, éd. 1936 Association Otakar Ostrčila) sur un livret de Jiří Mařánek (1891–1959) d'après Léon Tolstoï. Création à Brno au théâtre national, le 26 mai 1934 sous la direction de Milan Sachs, puis à Prague le 3 avril 1935 sous la direction du compositeur.

## Enregistrement
- Smetana, Prodaná nevěsta (La Fiancée vendue) - Jan Konstantin (Krušina) ; Ada Nordenová, soprano (Mařenka) ; Marie Pixová (Ludmina) ; Vladimir Tomś (Jeník) ; Emil Pollert, basse (Kecal) ; Jaroslav Gleich (Vašek) ; Zdeněk Otava (Micha) ; Mata Krásová (Háta) ; chœur et orchestre du Théâtre national de Prague, Dir. Otakar Ostrčil (Vienne, 6–23 juin 1933, HMV / Naxos 8.110098-99) (OCLC 49623769)

## Discographie
- Symphonie en la majeur, op. 7 ; Symfonieta, op. 20 - Orchestre symphonique de Prague (FOK), Dir. Jiří Bělohlávek (18–19 février 1980 / 16 et 18 novembre 1983, Supraphon 11 1826-2 011) (OCLC 34321469)
- Variations pour orchestre op. 24, Chemin de croix (avec la symphonie en mi majeur de J. Suk) - Orchestre philharmonique tchèque, Dir. Václav Neumann (27 février/2 mars 1979, Supraphon 11 1964-2 031)(OCLC 34477028)
- Osiřelo dítě, Ballade op. 9 - Soňa Červená, mezzo-soprano ; Orchestre symphonique de Prague (FOK), Dir. Václav Smetáček (1979, Supraphon SU 3851-2) (OCLC 320671264)

## Hommages
L'Association Otakar Ostrčil de Prague est fondée en 1935.
Un monument est inauguré à Soběslavi en 1941.

### Correspondances
- (cs) Artuš Rektorys (éd.), Korespondence Otakara Ostrčila s Vilémem Zítkem, Prague, Orbis, 1951, 119 p. (OCLC 562128720)
- (cs) Artuš Rektorys (éd.), Korespondence Leoše Janáčka s Ostrčilem Otakarem, Prague, Hudební Matice Umělrcke Besady, coll. « Janáčkův archiv » (no 2), 1948, 108 p. (OCLC 5513963)
- (cs) Stanislava Zachařová (éd.), Zdeněk Nejedlý – Otakar Ostrčil. Korespondence, Prague, Academia, 1982, 239 p. (OCLC 13721390)

### Monographies
- (cs) Zdeněk Nejedlý, Otakar Ostrčil : vzrust a uzrání, Prague, Girgal, 1949 (1re éd. 1935), 514 p. (OCLC 15333979)
- (cs) Josef Bartoš, Otakar Ostrčil, Prague, Académie tchèque des sciences, 1936, 175 p. (OCLC 16266229)
- (ru + en + de + fr) Blanka Cervinková et Jan Krupka, Otakar Ostrcil. Bibliografie, Prague, Městská Knihovna, coll. « Edični řada hudebniho a divadelního odboru », 1971, 107 p. (OCLC 176874700)
- (cs) Markéta Kratochvílová, Skladatelské dílo Otakara Ostrčila : Tematický katalog, kritika pramenů, recepce [Thèse], Olomouc, Université Palacký, 2011, 202 p. (lire en ligne [PDF])L'œuvre d'Otakar Ostrčil – Catalogue Thématique, la critique des sources, la réception.
- (cs) Vilém Pospíšil, Opera Národního divadla v období Otakara Ostrčila. Díl 6., Divadelní sezóny 1932/1933-1934/1935. Prague, Divadelní ústav, 1989 [Le théâtre national du temps d'Otakar Ostrčil] (OCLC 39426835)

### Articles
- (cs) « Entretien avec Otakar Ostrčil », Rozpravy Aventina [Débats Aventin], Prague, vol. 4, no 22,‎ 1929, p. 215–216 (OCLC 4636245, lire en ligne [PDF])
- (cs) Mirko Očadlík, « Les 50 ans d'Otakar Ostrčil », Rozpravy Aventina [Débats Aventin], Prague, vol. 4, no 22,‎ 1929, p. 216–217 (OCLC 4636245, lire en ligne [PDF])
- (de) V. Hudec, Stilwandlungen im Schatten Otakar Ostrčils, An der Epochen- und Stilwende. Brno XX 1985, p. 82–87
- (en) Vilém Pospíšil, Otakar Ostrčil, HRo, xxxviii (1985), p. 564–567

### Ouvrages généraux
- (en) Oldřich Pukl, The New Grove Dictionary of Music and Musicians : Ostrčil, Otakar, Londres, Macmillan, (édité par stanley sadie) seconde édition, 29 vols. 2001, 25000 p. (ISBN 978-0-19-517067-2, lire en ligne)
- Piotr Kaminski, Mille et un opéras, Fayard, coll. « Les indispensables de la musique », 2003, 1819 p. (ISBN 978-2-213-60017-8, OCLC 417460276, BNF 39099667), p. 702

## Source
- (en) Cet article est partiellement ou en totalité issu de l’article de Wikipédia en anglais intitulé « Otakar Ostrčil » (voir la liste des auteurs).